# トゥオンディン駅
トゥオンディン駅（ベトナム語：Ga Thượng Đình / 𥩤上亭?）はベトナムのハノイ市タインスアン区に位置するハノイ都市鉄道の駅である。

## 画像

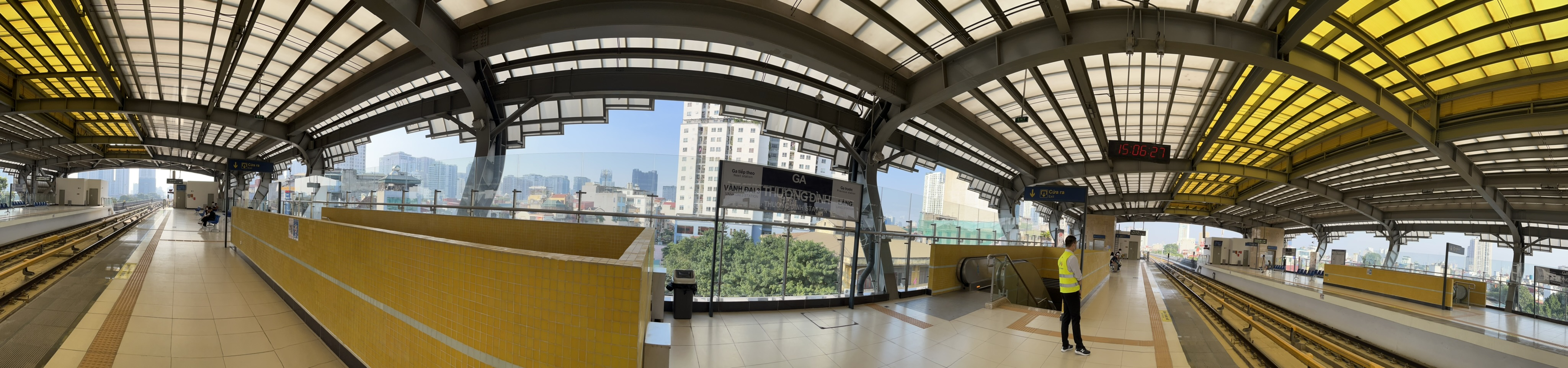
トゥオンディン駅ホーム1

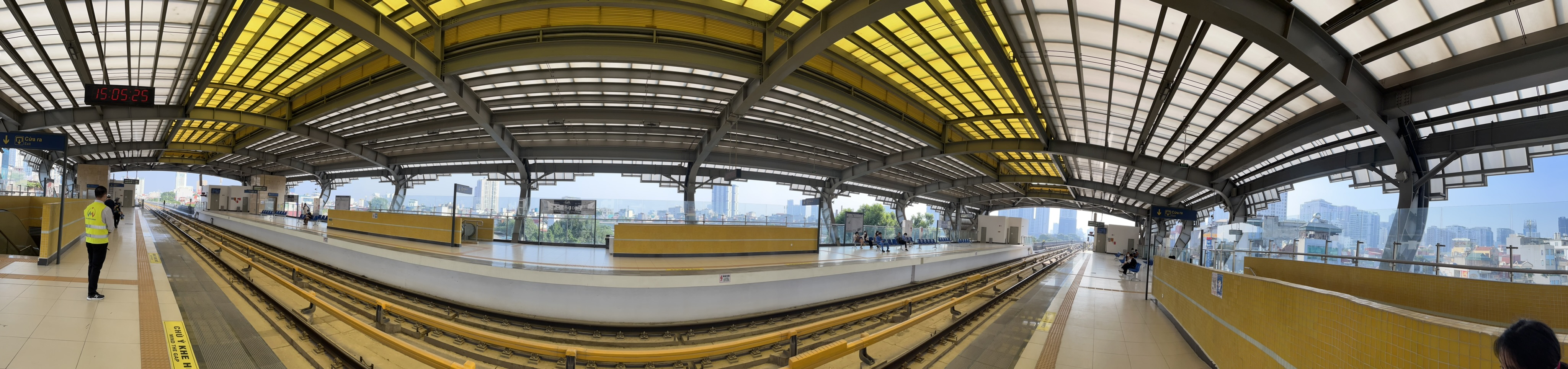
トゥオンディン駅ホーム2

## 利用可能な路線
ハノイ都市鉄道
2A号線

## 隣の駅
ハノイ都市鉄道
2A号線
ラン駅 - トゥオンディン駅 - 第3環状線駅